# Lomonosovskij (Mosca)
Il quartiere Lomonosovskij (in russo Ломоносовский район?) è un quartiere di Mosca sito nel Distretto Sud-occidentale.
Sull'area sorgeva l'abitato di Semënovskoe che nel 1935 era al confine della città. Viene incluso nella città nel 1940 (secondo altre fonti nel 1958) e negli anni 1950 avviene la maggior parte dello sviluppo residenziale moderno. Nel 1960, con l'estensione dei confini cittadini fino all'MKAD, la zona viene inclusa nei quartieri Leninskij e Oktjabr'skij.
Gli attuali confini del quartiere sono stati definiti con la riforma amministrativa del 1991.